# 一見鍾情
一见钟情指两个素不相识的人初次见面时，僅因外貌、气质或其他特质而立即产生浪漫好感。这种强烈的吸引力常出现于双方尚未深入交流之际，部分人会伴随似曾相识的感受，甚至迅速墜入爱河并渴望进一步发展关系。

## 心理學研究
根據外貌魅力偏見，人們會容易對外貌有吸引力的人產生好感，並且更樂意與對方進行交往。由此也進一步證實了「顏值即正義」的觀點。

## 西方文學
在西方文學中，此為一種常見的比喻，表示人、角色或是說話者對於未曾見過面的陌生人產生好感，已變成西方文學中最具影響的比喻之一。

## 另見
- 愛情
- 暗戀